# Platycis minuta
Platycis minuta is een keversoort uit de familie netschildkevers (Lycidae). De wetenschappelijke naam van de soort werd in 1787 gepubliceerd door Johann Christian Fabricius. De kever komt voor in het zuiden van Europa en het oosten van Azië.
Het lichaam van de kever is zwart met een scharlakenrood dekschild. Hij heeft een kort hoofd met zwarte antennes.